# Parasagitta elegans
Parasagitta elegans (лат.) — вид морских беспозвоночных, представитель типа Щетинкочелюстные.

## Морфология
Тело почти прозрачное стреловидной формы, длиной до 37 мм. Тело разделяется на три части: головную, туловищную и хвостовою. В головной части расположены глаза и рот, с ловчим аппаратом. Ловчий аппарат включает в себя от 8 до 12 челюстных щетинок, на концах которых находятся зубцы. Щетинки сильно изогнуты вершинной трети. По бокам головы спереди находятся две группы зубчиков. Число зубчиков и челюстных щетинок возрастом изменяется. Ширина голова равна ширине туловища. От тела отходят две пары боковых плавников. На конце тела располагается один хвостовой плавник. Задняя пара боковых плавников длиннее передней пары примерно в 1,2 раза.

## Экология
Представитель планктонной фауны. Питается зоопланктоном, иногда отмечены случаи каннибализма. Является кормовым объектом для рыб и медуз. Вид широко распространён в северных морях. Массовый вид Белого моря.

## Размножение
Размножение происходит с конца мая до июля. Половозрелыми являются особи, достигшие 19—22 мм. Гермафродиты. Женская репродуктивная система находится в заднем конце туловищного отдела, мужская — в хвостовом отделе. Яйца пелагические, круглые и прозрачные. Потомство появляется в июне.